# Рескалдина
Рескалдина (итал. Rescaldina) је насеље у Италији у округу Милано, региону Ломбардија.
Према процени из 2011. у насељу је живело 13911 становника. Насеље се налази на надморској висини од 226 м.

## Становништво
Према резултатима пописа становништва 2011. у општини је живело 13.920 становника.
| 1931. | 1936. | 1951. | 1961. | 1971.  | 1981.  | 1991.  | 2001.  | 2011.  |
| ----- | ----- | ----- | ----- | ------ | ------ | ------ | ------ | ------ |
| 5.068 | 5.367 | 6.546 | 8.033 | 10.974 | 11.474 | 11.768 | 13.025 | 13.920 |